# Världsmästerskapen i bågskytte 1950
Världsmästerskapen i bågskytte 1950 arrangerades i Köpenhamn i Danmark mellan den 26 och 30 juli 1950.

## Medaljsummering

### Recurve
| Event                          | Guld               | Silver                   | Brons                  |
| Herrarnas individuella tävling | Hans Deutgen (SWE) | Einar Tang-Holbeck (DEN) | Russ Reynolds (USA)    |
| Damernas individuella tävling  | Jean Lee (USA)     | Jean Richards (USA)      | Ragnhild Windahl (SWE) |
| Herrarnas lag                  | Danmark            | Sverige                  | Tjeckoslovakien        |
| Damernas lag                   | Finland            | Sverige                  | Storbritannien         |

### Medaljtabell
| Pl. | Nation          | Guld | Silver | Brons | Totalt |
| --- | --------------- | ---- | ------ | ----- | ------ |
| 1   | Sverige         | 1    | 2      | 1     | 4      |
| 2   | USA             | 1    | 1      | 1     | 3      |
| 3   | Danmark         | 1    | 1      | -     | 2      |
| 4   | Finland         | 1    | -      | -     | 1      |
| 5   | Tjeckoslovakien | -    | -      | 1     | 1      |
| 5   | Storbritannien  | -    | -      | 1     | 1      |